# Takahama (Fukui)
Takahama (高浜町, Takahama-chō) est un bourg du district d'Ōi, dans la préfecture de Fukui, au Japon.

## Géographie

### Démographie
Au 1er février 2014, la population de Takahama s'élevait à 10 678 habitants répartis sur une superficie de 72,20 km2.